# Jim Holstein
James H. "Jim" Holstein (nacido el 24 de septiembre de 1930 en Hamilton, Ohio y fallecido el 16 de diciembre de 2007 en Bradenton, Florida) fue un jugador y entrenador de baloncesto estadounidense que disputó tres temporadas en la NBA, además de entrenar durante 32 años a diferentes equipos de la NCAA. Con 1,96 metros de estatura, jugaba en la posición de alero.

## Trayectoria deportiva

### Universidad
Jugó durante tres temporadas con los Bearcats de la Universidad de Cincinnati, en las que promedió 15,3 puntos por partido. En sus tres últimas temporadas fue incluido en el mejor quinteto de la Mid-American Conference.

### Profesional
Fue elegido en la quincuagésima posición del Draft de la NBA de 1952 por Minneapolis Lakers, llegando a un equipo que tenía como grandes figuras a sus hombres altos, George Mikan y Vern Mikkelsen. Jugando como suplente, en su primera temporada ganó su primer anillo de campeón de la NBA, ayudando con 4,0 puntos y 2,6 rebotes por partido.
Al año siguiente repitieron título derrotando a Syracuse Nationals en la final. Holstein promedió 3,4 puntos y 2,9 rebotes por partido. Mediada la temporada 1955-56 fue traspasado a Fort Wayne Pistons, donde jugó sus últimos partidos como profesional.

### Entrenador
Comenzó su carrera de entrenador en el Sycamore High School de Ohio, para posteriormente trasladarse al estado de Indiana donde dirigió tres equipos universitarios. Entre 1961 y 1972, el Saint Joseph's College, posteriormente entre 1972 y 1977, la  Universidad Ball State y entre 1977 y 1992 el Saint Francis College. En 1970 llevó a Saint Joseph's al título regional de la División II de la NCAA. Acabó su carrera con un balance de 372-388 (48,9% de victorias).

## Estadísticas de su carrera en la NBA

### Temporada regular
| Temporada | Edad | Equipo             | Liga | P   | TIT | MIN  | TC  | TCA | %TC  | 3P | 3PA | %3P | TL  | TLA | %TL  | R.OF. | R.DEF. | REB | ASIS | ROB | TAP | PER | FP  | PTS |
| 1952-53   | 22   | Minneapolis Lakers | NBA  | 66  |     | 15.0 | 1.5 | 4.2 | .358 |    |     |     | 1.1 | 1.6 | .667 |       |        | 2.6 | 1.1  |     |     |     | 1.9 | 4.0 |
| 1953-54   | 23   | Minneapolis Lakers | NBA  | 70  |     | 16.5 | 1.3 | 4.1 | .306 |    |     |     | 0.9 | 1.6 | .571 |       |        | 2.9 | 1.1  |     |     |     | 2.0 | 3.4 |
| 1954-55   | 24   | Minneapolis Lakers | NBA  | 62  |     | 15.8 | 1.7 | 5.3 | .324 |    |     |     | 1.1 | 1.5 | .713 |       |        | 3.3 | 0.9  |     |     |     | 1.7 | 4.5 |
| 1955-56   | 25   | TOTAL              | NBA  | 27  |     | 13.0 | 0.9 | 3.3 | .270 |    |     |     | 0.9 | 1.4 | .649 |       |        | 2.8 | 1.4  |     |     |     | 1.9 | 2.7 |
| 1955-56   | 25   | Minneapolis Lakers | NBA  |     |     |      |     |     |      |    |     |     |     |     |      |       |        |     |      |     |     |     |     |     |
| 1955-56   | 25   | Fort Wayne Pistons | NBA  |     |     |      |     |     |      |    |     |     |     |     |      |       |        |     |      |     |     |     |     |     |
| Total     |      |                    | NBA  | 225 |     | 15.4 | 1.4 | 4.4 | .323 |    |     |     | 1.0 | 1.5 | .647 |       |        | 2.9 | 1.1  |     |     |     | 1.9 | 3.8 |

### Playoffs
| Temporada | Edad | Equipo             | Liga | P  | MIN | TCA | TC  | 3PA | 3P | TLA | TL | R.OF. | REB | ASIS | ROB | TAP | PER | FP | PTS | %TC  | %3P | %FT  | MIN  | PTS | REB | AST |
| 1952-53   | 22   | Minneapolis Lakers | NBA  | 12 | 192 | 20  | 42  |     |    | 12  | 23 |       | 30  | 11   |     |     |     | 30 | 52  | .476 |     | .522 | 16.0 | 4.3 | 2.5 | 0.9 |
| 1953-54   | 23   | Minneapolis Lakers | NBA  | 13 | 188 | 15  | 49  |     |    | 16  | 23 |       | 35  | 11   |     |     |     | 28 | 46  | .306 |     | .696 | 14.5 | 3.5 | 2.7 | 0.8 |
| 1954-55   | 24   | Minneapolis Lakers | NBA  | 7  | 117 | 16  | 38  |     |    | 8   | 9  |       | 30  | 6    |     |     |     | 8  | 40  | .421 |     | .889 | 16.7 | 5.7 | 4.3 | 0.9 |
| Total     |      |                    | NBA  | 32 | 497 | 51  | 129 |     |    | 36  | 55 |       | 95  | 28   |     |     |     | 66 | 138 | .395 |     | .655 | 15.5 | 4.3 | 3.0 | 0.9 |